# Ángelos Fétsis
Ángelos Fétsis (grec moderne : Άγγελος Φέτσης), né en 1877 à Leucade et mort en le 16 octobre 1968 à Athènes est un sportif et enseignant grec.

## Biographie
Originaire du village de Kalligoni sur l'île de Leucade, Ángelos Fétsis s'installe avec sa famille à Athènes dans le quartier de Kallithéa en 1891. Il fréquente l'école Varvákeion où il deviendra professeur de gymnastique après une formation à l'École des gymnastes d'Athènes.
Membre de l'A.O. Athinon, il se distingue en mars 1896 lorsqu'il remporte les courses du 800 et du 1500 mètres des Championnats panhelléniques d'athlétisme qui permettent de sélectionner les meilleurs athlètes grecs pour les Jeux olympiques. À Athènes, il participe à l'épreuve du 800 mètres. Il se classe quatrième ou cinquième dans sa série préliminaire, ce qui ne lui permet pas de se qualifier pour la finale. Sur le 1 500 mètres, remporté par Teddy Flack, il se classe dans la moitié inférieure des huit coureurs qui ont participé à la course. Il reste un sportif emblématique de l'île de Leucade à l'image de Dimítrios Golémis.
Fétsis a étudié le droit à l'université d'Athènes avant d'entrer à l'École des Officiers de Réserve où il devient sous-lieutenant. Par la suite, il exerce principalement comme professeur d'éducation physique dans la fonction publique, jusqu'à sa retraite en 1939.
Après la dissolution de son club, il rejoint en 1910 l'Ethnikos G.S. Athens où il occupe divers postes et fonde les sections escrime et football. Il œuvre alors grandement au développement de clubs de sports et de gymnastiques. Pionnier du scoutisme en Grèce, président de diverses sociétés et organisations, il a aussi enseigné bénévolement la natation dans son quartier de Paleó Fáliro où il s'installe en 1936. Sur le plan professionnel, il est aussi journaliste sportif et éditeur.
Une course en montagne organisée depuis 2014 à Párga lui rend hommage. C'est en effet dans cette ville que Fétsis, alors chef d'une division, entra en premier lors de sa libération pendant les guerres balkaniques.

## Distinction
- Croix d’argent de l'Ordre du Sauveur (1924)
- Croix d'or de l'Ordre du Phénix (1949)